# Salut 7
Salut 7 (DOS 6) – ostatnia załogowa stacja kosmiczna wysłana na orbitę w ramach programu Salut. Żywotność  Saluta 6 trwała znacznie dłużej niż oczekiwali konstruktorzy bazy i znacznie wcześniej przygotowali następcę - Saluta 7.

## Misja
Wkrótce po zakończeniu wypraw do bazy satelitarnej Salut 6, ale jeszcze przed zakończeniem jej istnienia, na orbitę została wprowadzona baza satelitarna Salut 7. Jej budowa i wyposażenie były podobne do Saluta 6. Stacja wystartowała z Ziemi 19 kwietnia 1982 roku. Początkowe parametry charakteryzujące jej orbitę to: perygeum 219 km, apogeum 278 km, nachylenie orbity 51,6° i okres orbitalny 89,2 min.

- 14 maja 1982 na pokładzie zameldowała się pierwsza załoga podstawowa – Anatolij Bieriezowoj i Walentin Lebiediew. Kosmonauci spędzili w kosmosie 211 dni ustanawiając nowy rekord. W czasie swej misji podejmowali dwie załogi odwiedzające. Przyjęli także cztery statki towarowe i w dniu 30 sierpnia 1982 odbyli spacer kosmiczny. Powrócili na Ziemię 10 grudnia 1982[2].
- 28 czerwca 1983 na pokładzie Saluta melduje się druga załoga podstawowa – Władimir Lachow i A. Aleksandrow. Ich misja trwała 150 dni i nie byli odwiedzani przez inne załogi. Start Sojuza T-10-1 nie powiódł się i Lachow i Aleksandrow pozostali na stacji dłużej, by wykonać prace zaplanowane dla całej czwórki. Najważniejszą z nich było założenie dodatkowych baterii słonecznych po obu stronach jednej z płaszczyzn. Dokonali tego w czasie dwóch spacerów. Oprócz Kosmosa 1443 rozładowali jeszcze dwa Progressy i 23 listopada powrócili w swoim statku na Ziemię (wymiana statku nie była konieczna, bowiem Sojuz-T miał znacznie dłuższy „okres służby” niż Sojuz)[2].
- 9 lutego 1984 Sojuz T-10 dostarcza na pokład Saluta 7 trzecią podstawową załogę w składzie Leonid Kizim, Władimir Sołowjow i lekarz Oleg Atkow. Pracowali do 2 października 1984 roku, spędzając w kosmosie bez mała 237 dni. W trakcie rekordowej misji przyjęli cztery statki towarowe oraz dwie załogi odwiedzające. Najważniejsze osiągnięcia trzeciej załogi to prace wykonane w otwartej przestrzeni kosmicznej. Wymienili nieszczelny węzeł w układzie paliwowym oraz założyli dodatkowe baterie słoneczne[2].
- 7 marca 1985 zanikł kontakt radiowy z Salutem i ZSRR utracił kontrolę nad stacją. W związku z tym 6 czerwca 1985 wysłano do niej statek kosmiczny Sojuz T-13. Na jego pokładzie znajdowali się kosmonauci  Władimir Dżanibekow i Wiktor Sawinych. Kapsułę statku Sojuz T-13 zmodyfikowano, dodając systemy sterowania do przeprowadzania manewrów w małej odległości. Próba ratowania stacji okazała się jednym z najefektowniejszych wyczynów w historii napraw na orbicie[2]. Po zadokowaniu załoga stwierdziła awarię systemów elektrycznych. Powietrze wewnątrz było wychłodzone, lecz zdatne do oddychania. Ściany i urządzenia pokrywał szron. Z ośmiu akumulatorów stacji, sześć było rozładowanych, a dwa całkowicie zniszczone. Dżanibekow ustalił, że za problem z ustawieniem paneli słonecznych i w konsekwencji za rozładowanie akumulatorów odpowiada zepsuty czujnik. Awaria doprowadziła do całkowitego rozładowania energii elektrycznej, blokując równocześnie dopływ energii z baterii słonecznych. Gdy kosmonauci przywrócili sprawność systemu energetycznego, Salut 7 wznowił kontakt radiowy z Ziemią. Problemy z łącznością uniemożliwiły kontroli naziemnej wcześniejsze rozpoznanie usterki[2]. Przy pomocy silników Sojuza kosmonauci obrócili stację i rozpoczęli ładowanie baterii. 10 czerwca udało się uruchomić system ogrzewania stacji. 13 czerwca udało się ponownie uruchomić system kontroli orientacji Saluta. Dzięki temu do stacji mógł dokować pojazd Progress, wiozący na pokładzie części zamienne. Woda w zbiornikach stacji roztopiła się 16 czerwca i kosmonauci przenieśli się do pomieszczeń stacji, stając się jej czwartą stałą załogą. Przyjęli dwa statki towarowe – Progres 24 i Kosmos 1669. W czasie spaceru kosmicznego założyli dodatkowe baterie słoneczne[2].
- Ostatnia stała załoga przybywa na pokład stacji kosmicznej 18 września 1985 roku. Misja Wasjutina, Sawinycha i Wołkowa nie trwa jednak długo. Z powodu choroby dowódcy załogi kosmonauci powrócili już 21 listopada 1985 po 65 dniach lotu (Sawinych spędził na pokładzie w sumie 168 dni)[2].

### Budowa stacji
W konstrukcji bazy wprowadzono kolejne ulepszenia. Najważniejsze z nich to:
1. zastosowanie w konstrukcji węzła cumowniczego elementów frezowanych zamiast spawanych
2. zainstalowanie diafragram i zasłon na iluminatorach  (dla zmniejszenia erozji ich zewnętrznych powierzchni)
3. ulepszenie foteli roboczych
4. zainstalowanie na zewnątrz luków wyjściowych uchwytów, poręczy i uchwytów po zewnętrznej stronie stacji
5. zainstalowanie na płytach z fotoogniwami słonecznymi uchwytów umożliwiających zamontowanie dodatkowych sekcji baterii słonecznych.

Ulepszono urządzenia bazy, w tym skafandry. Pozwoliło to przedłużyć czas pobytu w otwartej przestrzeni kosmicznej z 3,5 do 5 godzin i ułatwiło wykonywanie prac na zewnątrz bazy. W stacji zainstalowano system precyzyjnej nawigacji Delta i system ostrzegania przeciwpożarowego Signal-B. Zwiększono wyposażenie naukowe: dodano piece Kristałł, Magma F i Korund, przeznaczone do doświadczeń z topieniem i uzyskiwaniem ultraczystych kryształów. Na pokładzie zainstalowano francuski aparat fotograficzny Piramig.

### Loty stałych załóg
- Sojuz T-5 – start 13 maja 1982
- Sojuz T-9 – start 27 czerwca 1983
- Sojuz T-10 – start 8 lutego 1984
- Sojuz T-13 – start 6 czerwca 1985
- Sojuz T-14 – start 17 września 1985

### Loty załóg odwiedzających
- Sojuz T-6 – start 24 czerwca 1982
- Sojuz T-7 – start 19 sierpnia 1982
- Sojuz T-8 – start 20 kwietnia 1983, statek nie połączył się z bazą, powrót 22 kwietnia 1983
- Sojuz T-10-1 – start 26 września 1983 nie powiódł się
- Sojuz T-11 – start 3 kwietnia 1984
- Sojuz T-12 – start 17 lipca 1984
- Sojuz T-15 – przylot 6 maja 1986 ze stacji Mir

### Loty statków bezzałogowych
- Progress 13 – start 23 maja 1982, połączenie z Salutem od 25 maja do 4 czerwca; 6 czerwca 1982 likwidacja w atmosferze,
- Progress 14 – start 10 lipca 1982, połączenie z bazą od 12 lipca do 11 sierpnia; 13 sierpnia 1982 likwidacja,
- Progress 15 – start 18 września 1982, przyłączenie do stacji 20 września, rozładunek do 14 października, likwidacja 16 października 1982
- Progress 16 – start 31 października 1982, połączenie od 2 listopada do 13 grudnia, 14 grudnia zniszczenie w atmosferze
- Kosmos 1443 (TKS-3) – start 2 marca 1983, cumowanie 10 marca. 14 sierpnia nastąpiło odłączenie od stacji, a 23 sierpnia 1983 jego lądownik powrócił na Ziemię z 350 kg ładunku.
- Progress 17 – start 17 sierpnia 1983, połączenie z Salutem 19 sierpnia, wspólny lot do 17 września, 18 września 1983 likwidacja
- Progress 18 – start 20 października 1983, połączenie od 22 października do 13 listopada, 16 listopada wtargnięcie do atmosfery i likwidacja
- Progress 19 – start 21 lutego 1984, cumowanie do bazy 23 lutego. W dniu 25 i 26 lutego wykorzystany do podniesienia wysokości lotu Saluta 7 do wartości 305/327 km; odłączenie 31 marca i likwidacja 1 kwietnia 1984 roku,
- Progress 20 – start 20 kwietnia 1984, lot z bazą do 6 maja. Korzystając z silników statku wykonano kolejną korektę parametrów orbity Saluta,
- Progress 21 – start 8 maja 1984, odłączony 26 maja 1984 r.
- Progress 22 – start 28 maja 1984, 30 maja połączenie z bazą i wspólny lot do 15 lipca. W tym czasie trzykrotnie wykorzystany do podniesienia Saluta na pułap 318/358 km. Po raz pierwszy odłączenie nastąpiło za pomocą sprężyn. Zanieczyszczanie spalinami powierzchni baterii słonecznych powodowało zmniejszenie ilości wytwarzanej energii elektrycznej,
- Progress 23 – start 14 sierpnia 1984, połączenie z bazą od 16 do 26 sierpnia, kolejna korekta parametrów orbity do wartości 351/387 km, zniszczenie 28 sierpnia 1984
- Progress 24 – start 21 czerwca 1985, 23 czerwca połączenie. W składzie kompleksu pozostał do 15 lipca 1985. Progress dostarczył dodatkowe panele z bateriami słonecznymi, które kosmonauci Władimir Dżanibekow i Wiktor Sawinych 2 sierpnia 1985 roku zamontowali na zewnątrz bazy satelitarnej na ostatniej, najtrudniej dostępnej płaszczyźnie.
- Kosmos 1669 (zmodyfikowana wersja Progressa) – start 20 lipca 1985, 21 lipca przyłączony do Saluta od strony części przejściowej. Statek dostarczył nowe skafandry w których kosmonauci pracowali 2 sierpnia 1985. W dniu 28 sierpnia 1985 roku silnik rakietowy satelity został wykorzystany do przeprowadzenia korekty wysokości orbity. Następnego dnia odłączony i skierowany w dolne warstwy atmosfery.
- Kosmos 1686 (TKS-4) – start 27 września 1985, przyłączenie do bazy 2 października od strony przejściowej. Po raz pierwszy cumowanie dokonano w obecności załogi. Lądownik  tym razem nie był przeznaczony do powrotu na Ziemię, urządzono w nim stanowisko pracy kosmonauty-badacza. Kosmos 1686 dostarczył do stacji 5 ton ładunku (w tym 500 kg żywności i 500 kg wody), a w swych zbiornikach miał 3 tony paliwa. W dniach 19-22 sierpnia 1986 wykorzystany do podniesienia wysokości orbity do 492/474 km, (okres obiegu - 94 minuty)[1]Był to prototyp dużego wojskowego załogowego statku kosmicznego, który miał być wykorzystywany jako statek dostawczy do wojskowej bazy satelitarnej typu Ałmaz.

### Salut 7 w kulturze
W 2017 nakręcono rosyjski film Salut 7 opowiadający o misji ratunkowej Sojuz T-13. W 2018 roku w kwartalniku Fantastyka – wydanie specjalne ukazała się mikropowieść Bartka Biedrzyckiego zatytułowana Połowa nieba, oparta na wydarzeniach z misji ratunkowej na Salucie 7.

## Koniec misji
Wysokość orbity w wyniku znacznie wyższej niż oczekiwano aktywności słonecznej uległa szybszemu niż to zakładano obniżeniu. Opuszczona baza satelitarna wraz z przycumowanym statkiem Kosmos 1686 weszła w dolne warstwy atmosfery 7 lutego 1991 o 03:25 UTC i uległa zniszczeniu nad Ameryką Południową w rejonie Argentyny; część odłamków spadła na powierzchnię Ziemi na terenie Argentyny i Chile.